# ココロージー

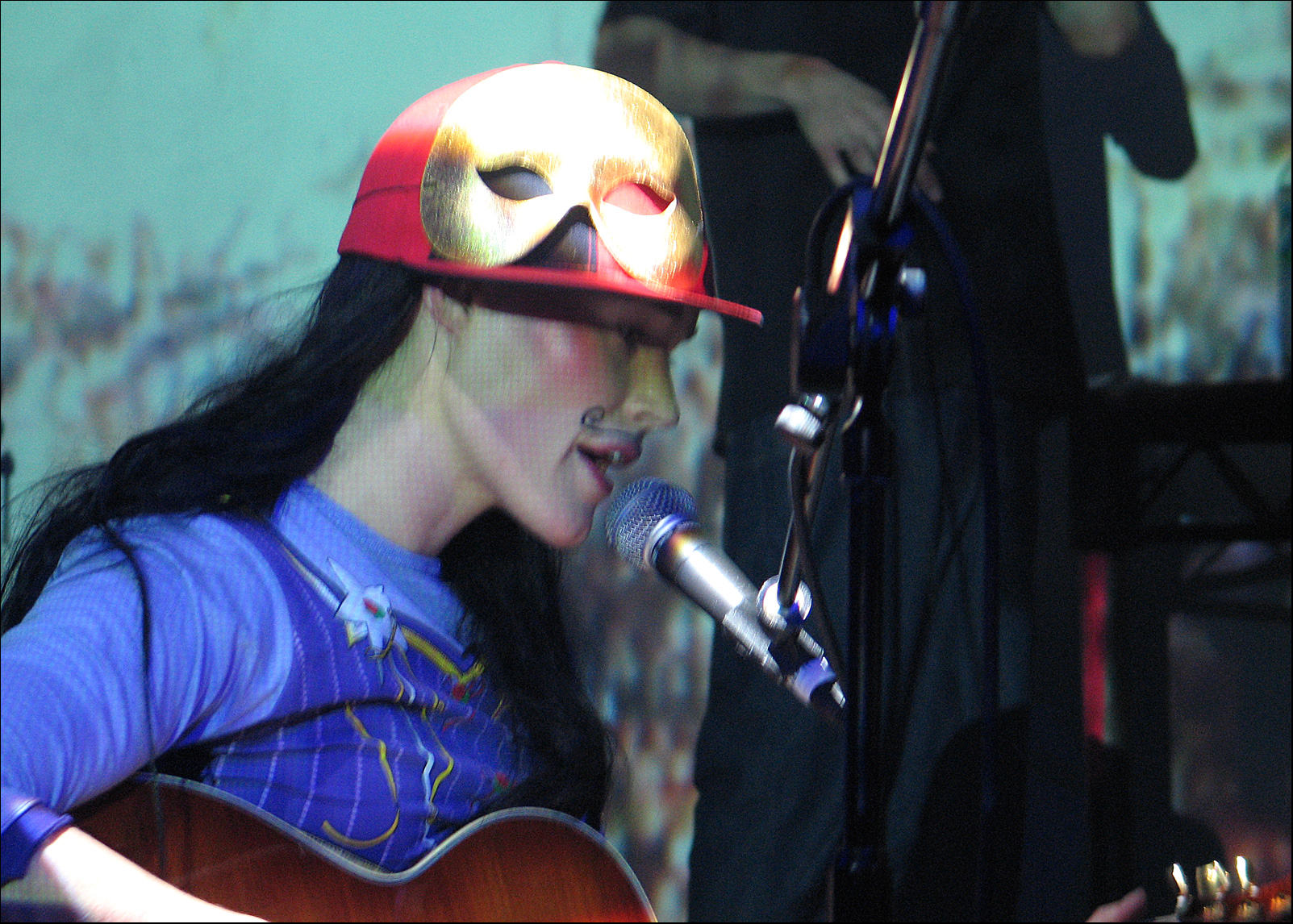
ライブでのシエラ（2005年）

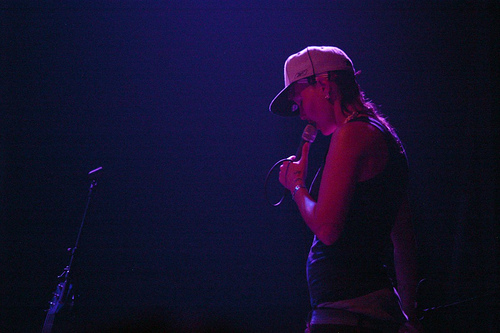
ライブでのビアンカ（2007年）

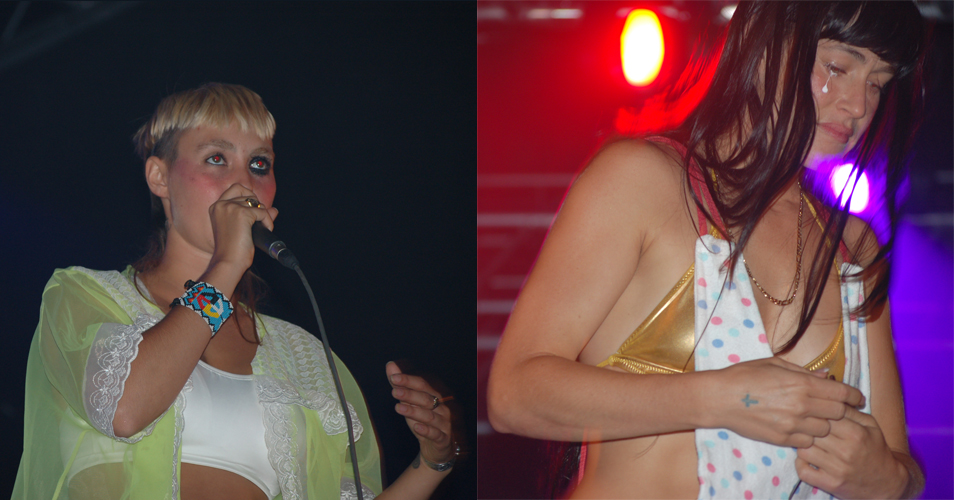
2007年、ヘルシンキ、Flow Festivaにて撮影。著作権者：Leena Hernesniemi

ココロージー（CocoRosie）は、ココ（Coco）ことビアンカ・レイラニ・キャサディ（Bianca Leilani Casady）と、ロージー（Rosie）ことシエラ・ローズ・キャサディ（Sierra Rose Casady）からなるアメリカ合衆国のニュー・フォーク・デュオ。
ビアンカがボーカルと様々な子供用の玩具/電子楽器、パーカッションを演奏し、シエラはギター、ピアノ、ハープを演奏し、ボーカルでもサポートする。2人だけの演奏の他に、時にはベース、ドラム/携帯用ラジカセのバック・ミュージシャンが加わることもある。2004年から2006年にかけて、アメリカ国内で積極的に活動し、TV オン・ザ・レディオ、ブライト・アイズ、デヴェンドラ・バンハートなどとのヨーロッパ・ツアーも行った。
2006年後半には、タッチ・アンド・ゴー・レコーズ25周年パーティに、ビッグ・ブラック、スクラッチ・アシッド、キルドーザー（Killdozer）、The Ex、ウゼダ（Uzeda）らとともに出演した。

## 略歴

### 初期
シエラとビアンカのキャサディ姉妹はネイティヴ・アメリカンの血を引いている。姉のシエラはアイオワ州で、2歳下の妹ビアンカはハワイ州で生まれた。母親につけられた愛称の「ロージー」と「ココ」が後にバンド名となる。
教師で芸術家だった母親は姉妹を連れて全米を州から州へ移動した。父親は別居していて、やはりシュタイナー教育を教えるためにアメリカ国内を旅し、シャーマニズムとネイティブ・アメリカン教会（Native American Church。ペヨーテ教会とも）に熱をあげていた。シエラとビアンカは夏の間は、父親と一緒にリザベーション（居留地）からリザベーションへの徒歩旅行に費やした。
シエラ5歳、ビアンカ3歳の時、両親が離婚した。
シエラは14歳の時、母親の家から追い出され、父親によって全寮制学校に入れられた。この時期、シエラは妹と会うことができなかった。シエナはほとんど毎年のように学校を変わった。
2000年、20歳のシエラはパリのモンマルトルの小さなアパルトメントに移り住んだ。オペラ歌手になるためで、パリ国立高等音楽・舞踊学校に通っていた。
その間、ビアンカは言語学と社会学の勉強をし、ヴィジュアル・アートか執筆の仕事を目指していた。ビアンカはさまざまなラッパを収集し、ブルックリン区ウィリアムズバーグでアイロニックな白人主催の「Kill Whitey」パーティに参加したことが知られている。

### ココロージの始まり
2003年、ビアンカは気分転換する時だと思い立ち、ブルックリンのアパートを出て、世界旅行に出た。
ビアンカはパリのシエラのアパルトメントにふらりと現れ、それから2ヶ月、起きている時間はほとんど浴室で過ごした。浴室を選んだのは、アパルトメントの中で最もアコースティックの響きが良く、また孤立していたからだった。間もなくして2人は『word to the crow』というヒップホップ・アルバム（未発表）とデビュー・アルバムとなる『La maison de mon rêve』を完成させた。
『La maison de mon rêve』は本来親しい友人たちに配布するつもりだった。しかし、2004年になって、このCDを手に入れたインディーズ・レーベルのタッチ・アンド・ゴー・レコーズが姉妹と契約を結び、ロウファイ・アルバムとしてリリースした。

### コマーシャルでの使用
ココロージーの曲は、「Good Friday」がケンゾーの「Amour」に、「Not for Sale」がエスカーダの「Into the Blue」にと、香水のCMに使われた。どちらのCMもロマンティックなスローモーション映像を使っていた。
2005年、フレデリック・サンチェスが「Brazilian Sun」「Not for Sale」「Good Friday」を、ミウッチャ・プラダの2006年春に行われたショーの映像の一部に使用した。この作品は『Through the Looking Glass』と呼ばれている。
2008年には、スウェーデン王立ドラマ劇場（Kungliga Dramatiska Teatern）でのシェイクスピア作『ハムレット』（Jonas Malmsjö主演）の音楽に使われた。「Werewolf」という歌は劇を通してハムレットとオフィーリアに繰り返し歌われた。
2005年にはフランス映画『Frankie』、2007年にはドイツ映画『Haus der Wünsche』の映画音楽も手掛けた。

### その後
ブルックリンでしばらく暮らした後、シエナ27歳、ブランカ25歳で、2人はパリに戻った。
シエラは友人のMatteah Baimと新バンド「メタリック・ファルコンズ（Metallic Falcons）」を結成し、「Voodoo Eros Records」（ビアンカがビジネス・パートナーのMelissa Shimkovitzと作った新レーベル）と契約した。さらにニューヨークにギャラリー兼パフォーマンス・スペースの「Voodoo Eros Museum Of Nice Items」をオープンさせ、「Red Bone Slim VS. Itself: an Exhibition of Drawings」というブランカの絵画展を開催した。
2007年、ミシェル・スピノザ（Michel Spinosa）監督の映画『Anna M.』にココロージーの曲「Candyland」が使用された。
2007年5月7日、バンクーバーのツアーに向かう途中、バンド・メンバーがアメリカ/カナダ国境で逮捕され、その結果、残りの北米ツアーは中止された。
2008年4月29日には、アムステルダムのコンセルトヘボウでロイヤル・コンセルトヘボウ管弦楽団と共演。同年7月にはポーランドのオープナー・フェスティバルでも演奏した。
2008年5月13日、限定3000枚の7インチ・ピクチャー・ディスクのEPシングル「God Has a Voice, She Speaks Through Me」をリリース。B面には珍しくノイズで構成された題名のない短い曲がフィーチャーされている。B面側盤面に描かれた絵は別の歌、それまでライブでのみ演奏したことのある「Hairnet Paradise」の歌詞からインスパイアされたものである。
2009年6月、自主制作でEP『Coconuts, Plenty of Junk Food』をリリース。
2010年5月、サブ・ポップよりアルバム『グレイ・オーシャンズ』をリリース。
2013年5月、シティ・スラングよりアルバム『Tales of a Grass Widow』をリリース。

## ディスコグラフィ

### アルバム
- La maison de mon rêve (2004年、Touch and Go/Quarterstick)
- 『ノアズ・アーク』 - Noah's Ark (2005年、Touch and Go/Quarterstick)
- 『アドヴェンチャーズ・オブ・ゴーストホース・アンド・スティルボーン』 - The Adventures of Ghosthorse and Stillborn (2007年、Touch and Go)
- 『グレイ・オーシャンズ』 - Grey Oceans (2010年、Sub Pop)
- Tales of a Grass Widow (2013年、City Slang)
- 『ハートエイク・シティ』 - Heartache City (2015年、Lost Girl)
- Put the Shine On (2020年、Marathon Artists)

### EP
- Beautiful Boyz (2004年、Touch and Go/Quarterstick)
- Coconuts, Plenty of Junk Food (2009年)

### シングル
- "God Has a Voice, She Speaks Through Me" (2008年)
- "Lemonade" (2010年)
- "We Are On Fire / Tearz for Animals" (2012年)
- "Gravediggress" (2013年)
- "Smoke 'em Out" (2017年)
- "Lamb & the Wolf" (2019年)
- "Aloha Friday" (2009年)

## ミュージック・ビデオ
- "Noah's Ark"
- "Rainbowarriors"
- "God Has a Voice, She Speaks Through Me"
- "Lemonade"
- "Gallows"
- "We Are On Fire"
- "After The Afterlife"
- "Child Bride"
- "Gravediggress"
- "Restless"
- "Lost Girls"[9]
- "Smash My Head"
- "GO AWAY!"

### ライブ・ビデオ
- PUNKCAST#414 Southpaw, Brooklyn - March 9, 2004 (RealPlayer)
- Musiques Volantes festival Metz, France Nov 12, 2005 (Flash).
- Performing by your side (ace vid)